# Villem Kuusik
Villem Kuusik (ur. 4 lutego 1902 w guberni inflanckiej, zm. 24 lipca 1970 w Parnawie) – estoński działacz komunistyczny.

## Życiorys
Od stycznia do listopada 1922 służył w estońskiej armii, w 1924 wstąpił do KPE, od września 1925 do lipca 1929 studiował w Komunistycznym Uniwersytecie Mniejszości Narodowych Zachodu im. Juliana Marchlewskiego, od lipca do listopada 1929 był sekretarzem kolegium redakcyjnego gazety "Edasi" Sekcji Estońskiej przy KC WKP(b). Od listopada 1929 do marca 1930 był organizatorem wojskowym KPE, w marcu 1930 został aresztowany, następnie skazany, w sierpniu 1938 amnestionowany. Od sierpnia do listopada 1940 był redaktorem gazety "Rahva Hääl" ("Głos Ludu"), w 1940 został członkiem WKP(b), od listopada 1940 do stycznia 1941 był redaktorem odpowiedzialnym gazety "Töörahva Hääl" ("Głos Proletariatu"), następnie II sekretarzem Komitetu Powiatowego Komunistycznej Partii (bolszewików) Estonii w Parnawie, a od lipca do października 1941 politrukiem wojsk NKWD. W październiku-listopadzie 1941 kierował działem ekonomicznym gazety "Rahva Hääl" w Leningradzie, od grudnia 1941 do kwietnia 1942 był inspektorem komitetu wykonawczego rady rejonowej w obwodzie czelabińskim, od kwietnia 1942 do marca 1943 pracownikiem politycznym Armii Czerwonej, a od marca 1943 do października 1944 pracownikiem Estońskiego Sztabu Ruchu Partyzanckiego. Od października do grudnia 1944 był I sekretarzem Komitetu Powiatowego KP(b)E w Parnawie, od 2 grudnia 1944 do 19 kwietnia 1946 sekretarzem KC KP(b)E ds. kadr, jednocześnie od 2 grudnia 1944 do 15 czerwca 1951 członkiem Biura KC KP(b)E, a od 19 kwietnia 1946 do 23 grudnia 1948 III sekretarzem KC KP(b)E. Od 26 grudnia 1948 do 15 czerwca 1951 był sekretarzem KC KP(b)E, od lipca 1951 do marca 1952 dyrektorem gospodarstwa leśnego w Parnawie, 25 lutego 1952 został wykluczony z WKP(b), od marca do czerwca 1952 pracował w fabryce "Kroom". 24 czerwca 1952 został aresztowany, 9 października 1952 skazany na 25 lat pozbawienia wolności, we wrześniu 1955 zwolniony.